# Simone Bendandi
Simone Bendandi (Ravenna, 7 agosto 1976) è un allenatore di pallavolo, ex pallavolista ed ex giocatore di beach volley italiano.
Nella pallavolo indoor ha giocato nel ruolo di palleggiatore. 

## Carriera

### Pallavolo
La carriera di Simone Bendandi inizia nel settore giovanile del Porto Ravenna Volley. Con la formazione ravennate disputa poi tre campionati di Serie B2, prima di esordire in prima squadra nella stagione 1995-96 e vincere la Coppa CEV 1996-97. Riceve anche diverse convocazioni dalla nazionale italiana, con cui esordisce il 22 maggio 1998 a Catania contro l'Argentina.
Seguono diversi campionati di Serie A2, con Tomei Livorno Pallavolo, Associazione Sportiva Pinuccio Capurso Volley Gioia, Grande Volley Asti, Volley Forlì e Volley Lupi Santa Croce, prima di ricevere la chiamata in Serie A1 dal Piemonte Volley, con cui vince una Coppa Italia.
Gioca poi una stagione e mezza nella Top Volley di Latina, di cui diventa anche capitano, prima di passare a metà della stagione 2007-08 alla Sparkling Volley Milano. Dopo un'annata con il Biella Volley e un periodo di inattività, chiude la sua carriera di pallavolista indoor nella stagione 2011-12 al Gruppo Sportivo Robur Angelo Costa di Ravenna.

### Beach Volley
Gioca a beach volley dal 1999. In coppia con Fosco Cicola partecipa a diversi tornei del World tour, senza ottenere risultati di prestigio. Conquista un secondo e un terzo posto al campionato europeo, nella tappa di Xylokastro, in Grecia, e nella tappa di Roseto degli Abruzzi. Vanta inoltre la vittoria di cinque tappe del campionato italiano, oltre a sette podi.
Fa parte dello staff della Beach Volley Ravenna.

## Palmarès
- Coppa Italia: 1

2005-06
- Coppa CEV: 1

1996-97